# Kościół św. Jakuba w Elblągu
Kościół św. Jakuba (niem. St.-Jacob-Kirche) – kościół filialny, który znajdował się w Elblągu, zbudowany w 2 poł. XIII wieku, zburzony w 1601 roku.

## Historia
Kilkadziesiąt lat po założeniu Elbląga, w mieście okolonym murami zaczęło brakować miejsca na pochówki. W 1256 roku pojawia się wzmianka o filialnym kościele św. Jakuba, budowanym właśnie w okolicy dzisiejszej ulicy Krótkiej (poza granicami ówczesnego Elbląga). Miała służyć jako kościół cmentarny, a także służyć ludności wschodnich przedmieść miasta. Na jedynym zachowanym rysunku kościoła, widać, że był on prawdopodobnie cztero- lub trzyprzęsłowy z wieżyczką na dachu.
Kościół ten był świątynią pomocniczą staromiejskiej parafii św. Mikołaja. Pracujący przy tym kościele kapłani byli wikariuszami parafii św. Mikołaja, której proboszcz miał prawo do ofiar składanych w obu kościołach i jego obowiązkiem było utrzymanie swoich pomocników. W kościele św. Jakuba swoje duszpasterstwo miało bractwo kurkowe, zresztą ogród strzelecki przylegał do cmentarza od strony wschodniej. Przy tym kościele oprócz bractwa kurkowego działało również bractwo ubogich i bractwo krawieckie.
W 1406 roku biskup warmiński Henryk Vogelsang dokonał rekoncyliacji przykościelnego cmentarza, zbezczeszczonego z powodu zamordowania człowieka w jego obrębie. Zebrano wówczas olbrzymią kwotę: 23 grzywien, skojców i fenigów (ówczesna wartość ok. 23 tys. cegieł). Pieniądze te zostały przeznaczone na rozbudowę kościoła macierzystego św. Mikołaja. 9 lat później, 16 października 1415 biskup sufragan warmiński poświęcił na nowo kościół i cmentarz, które zostały zbezczeszczone podobno w czasie napadu Polaków i Litwinów. Po następnych 9 latach ponownie poświęcano cmentarz i świątynię. Prawdopodobnie w wyniku reformacji kościół przeszedł w ręce ewangelików.
Kościół św. Jakuba został rozebrany w 1601 roku z powodu budowy nowej Bramy Kowalskiej i bastionu Kowalskiego. Bramę wysunięto i posadowiono przy prawym rogu nowego bastionu. Przykościelny cmentarz został zlikwidowany, a groby zostały przeniesione na cmentarz przy kościele Bożego Ciała.

## Wyposażenie
W kościele św. Jakuba swoje ołtarze miało bractwo kurkowe oraz bractwo krawców pod wezwaniem św. Jana. Nie wiadomo nic o ołtarzu głównym. Zachował się spis inwentarza tego kościoła z 1544 roku, w którym wymienione są między innymi: 2 złocone kielichy mszalne, 1 złocony krzyż, 2 pacyfikały z relikwiami, 2 cenne obrazy św. Jakuba oprawione w srebro. Swoje własne przybory liturgiczne posiadało również bractwo krawców.
W kościele św. Jakuba jeszcze w XVI wieku znajdował się duży pozytyw z mechanizmem zegarowym, który mógł odegrać kilkanaście, melodii.